# Lady Bay Bridge
De Lady Bay Bridge is een brug over de Trent in West Bridgford, Nottingham. De brug is bedoeld voor wegverkeer en het wegdek bestaat uit twee rijbanen. Het is de eerste brug die men stroomafwaarts op de Trent tegenkomt nadat men onder de Trent Bridge is doorgevaren. De brug verbindt Radcliffe Road met Meadow Lane.
Oorspronkelijk was de brug een spoorbrug die gebruikt werd door de Midland Railway, specifieker de treinverbinding tussen Melton Mowbray en Nottingham Station (voorheen Nottingham Midland).
Toen deze lijn in 1968 buiten gebruik werd gesteld, werden plannen gemaakt om de brug om te bouwen tot brug voor wegverkeer. Zo dacht men de verkeersdrukte rondom de Trent Bridge te verminderen. De plannen werden echter in de ijskast gestopt tot aan het begin van de jaren tachtig.
De brug is ooit gebruikt als een treinovergang tussen het Westen en het oostblok in de in 1982 uitgezonden televisieserie Smiley's People.
Vanaf juli 2010 is men bezig geweest de brug in zijn geheel over te schilderen. Het werk wordt uitgevoerd door het Nottinghamse bedrijf Enderby Hyland. In het begin van 2011 waren de werkzaamheden voltooid. 